# Bianca Ryan
Bianca Taylor Ryan, född 1 september 1994 i New Jersey (men familjen flyttade till Philadelphia då Bianca var 3 år), är en amerikansk  sångerska. Hennes genombrott kom efter att hon i juni 2006 för första gången uppträtt i TV-programmet America's Got Talent. Hon vann senare hela tävlingen och blev därmed programmets första vinnare.

## Biografi
Ryan är uppvuxen i Philadelphia där hon sjöng i kyrkokören. Hon ägnade sig också åt dans och vann en stor tävling i steppdans. Hon medverkade i talangjakterna Star Search och Showtime som hon vann, innan hon ställde upp i America's Got Talent. Tre månader efter segern i TV-programmet släpptes hennes första album hos Columbia Records.
Ryans röst har jämförts med en ung Whitney Houston.

## Diskografi
Studioalbum
- 2006 – Bianca Ryan

EPs
- 2006 – Christmas Everyday!
- 2009 – True Meaning of Christmas

Singlar
- 2006 – "You Light Up My Life"
- 2006 – "Why Couldn't It Be Christmas Every Day?"
- 2007 – "That's Not Me"
- 2010 – "In My Head"
- 2014 – "All of Me"
- 2014 – "Broken Down House"
- 2015 – "Alice"
- 2018 – "Remember"

## Filmografi
- 2005 – 12 and Holding
- 2014 – We Are Kings